# Валтер Зонтаг
Валтер Ойген Зонтаг (на немски: Walter Eugen Sonntag; 13 май 1907 г., Мец, Лотарингия, Германска империя – 17 септември 1948 г., Хамелн) – хауптщурмфюрер от СС, лекар в концентрационния лагер Равенсбрюк, военен престъпник.

## Биография
Валтер Зонтаг е роден на 13 май 1907 г. в семейството на Петер Зонтаг, който работи като секретар в министерството. В Мец посещава държавно училище и гимназия. След края на Първата световна война семейството му се премества в Саарбрюкен. От 1928 до 1932 г. учи стоматология в университетите в Мюнхен и Кил. През 1932 г. издържа държавен изпит и е апробиран на 25 ноември. През март 1933 г. той получава докторска степен по стоматология, защитавайки дисертация на тема „За лимфогрануломатозата“. До 1 октомври 1934 г. той работи като асистент в университетската клиника в Кил. От 1 ноември 1934 г. до 30 април 1938 г. провежда зъболекарска практика в Кил. Успоредно със следването на зъболечение, от 1928 до 1938 г. следва и медицина, като на 30 април 1938 г. полага държавен изпит. През 1943 г., докато служи в концентрационен лагер, Дахау пише втората си дисертация „За медицинското законодателство от 1933 г.“.
На 13 август 1933 г. се присъединява към НСДАП (билет № 2683413). На 1 ноември 1933 г. е зачислен в SS (No 257328). От 1939 до 1940 г. е лекар в концентрационния лагер Заксенхаузен, където през есента на 1939 г. провежда експерименти с иприт върху 50 затворници. В резултат на експеримента по телата на хората се появяват големи болезнени мехури, подобни на тези, които се появяват при изгаряния. В своите доклади Зонтаг нарича използването на химически бойни агенти „ваксиниране“, а засегнатите участъци от кожата „места за ваксиниране“.
От 2 май 1940 г. до 18 декември 1941 г. е главен лекар на концлагера Равенсбрюк. В Равенсбрюк той извършва смъртоносни инжекции с въвеждане на фенол. Зонтаг малтретира затворнички, по-специално ги бие с камшик по лицето, които причиняват гнойни рани. По време на „медицинския преглед“ жените били представяни голи пред него и били бити. Зонтаг също участва в подбора на затворниците. На 21 юли 1941 г. той се жени за германката Герда Вайанд, която служи в концентрационния лагер Равенсбрюк.
От 18 декември 1941 г. до 24 септември 1942 г. служи като военен лекар в 3-та СС танкова дивизия „Тотенкопф“ на Източния фронт. От 27 август до 23 септември 1942 г. поради проблеми със сърцето е в болницата на СС в Рига. От 24 септември 1942 г. до 14 юли 1943 г. е лекуван в болницата на SS в Дахау. От 14 юли 1943 г. до 25 април 1944 г. той работи в болницата на SS в Бад Наухайм. От 25 април 1944 г. той служи в 4-ти гвардейски батальон на СС, разположен в Ямлица, филиал на концентрационния лагер Заксенхаузен. През юли 1944 г. отново работи в болницата на СС в Бад Наухайм. От 20 септември 1944 г. до март 1945 г. последната му служба е болницата на СС в Блед.

## Съдебен процес и смърт
В края на войната е арестуван от британските войски и през лятото на 1945 г. е настанен в лагер за интернирани в Грац. В британския затвор той обслужва затворниците като зъболекар и може да се движи свободно. На 10 април 1947 г. е преместен в Минден, където е поставен в единична килия. На 16 юли 1947 г. той е отведен в лагер за военнопленници в Хамбург. На 4 юни 1948 г., на четвъртия процес в Равенсбрюк (7 април – 8 юни 1948), той е осъден на смърт чрез обесване за побой, изтезания и убийства на жени в лагера. В началото на август 1948 г. Зонтаг успява да спечели кардинал Джоузеф Фрингс, който се противопоставя на смъртното наказание. В съда съпругата му действа като защитник на съпруга, който, подобно на брата на Зонтаг, търси свидетели на защита на съпруга си. Петицията за помилване, написана на 22 юли, в която Зонтаг заявява, че „никога не е наранявал съзнателно затворници“, е отхвърлена. На 15 септември 1948 г. е преместен в затвора Хамелин. На 17 септември присъдата е изпълнена.